# Ichimura Uzaemon XI
Ichimura Uzaemon XI (十一代目市村羽左衛門, Jūichi-daime Ichimura Uzaemon), né en 1791 - mort le 11 juillet 1820, est un zamoto (propriétaire/directeur de théâtre) du Ichimura-za, théâtre kabuki à Edo. Comme nombre de zamoto, il est issu d'une famille d'acteurs kabuki et formé pour être lui-même acteur mais ne paraît que rarement sur scène.

## Noms et lignée
En recevant le nom Ichimura Manjirō I lors de son adoption par Ichimura Uzaemon X, il devient le 11e dans la lignée Ichimura Uzaemon après la mort de son père adoptif. Uzaemon emploie le nom « Kakitsu » pour haimyō (nom de plume en poésie).
Son frère Bandō Kamezō I et son fils Ichimura Takenojō V se produisent souvent sur scène comme beaucoup de leurs petits-fils, arrière-petits fils et autres descendants auxquels il transmet le poste de zamoto. Les acteurs contemporains Nakamura Kantarō II, Nakamura Shichinosuke II et Bandō Kamesaburō V sont ses arrière-arrière-arrières-arrière-petits-fils.

## Carrière
Il naît à Edo en 1791, fils de Fukuchi Mohei IV, éditeur et deuxième directeur du Ichimura-za. À l'âge de deux ans il est adopté par Ichimura Uzaemon X, la même année où le théâtre fait faillite et ferme ses portes, passant sa licence (agrément gouvernemental) au Kiri-za. L'Ichimura-za rouvre ses portes en 1798 et Uzaemon X meurt l'année suivante. Manjirō, ainsi qu'il est alors appelé, prend le nom Uzaemon XI en 1800 et devient officiellement zamoto à l'âge de neuf ans, bien que les véritables affaires administratives sont traitées par Fukuchi Zenbei, propriétaire d'un shibai jaya (maison de thé au sein du théâtre).
Uzaemon n'est directeur du Ichimura-za que pendant quinze ans. Au cours de cette période, le théâtre monte de nombreuses productions et accueille des acteurs aussi fameux que Matsumoto Kōshirō V et Iwai Hanshirō V. Cependant, le théâtre est aussi détruit à trois reprises par le feu durant ce laps de temps. Uzaemon se débat avec les dettes contractées par ses prédécesseurs et les coûts de reconstruction successives du théâtre. L'Ichimura-za se déclare en faillite en 1815 et transmet de nouveau sa licence au Kiri-za. Celle-ci passe alors au Miyako-za lorsque le Kiri-za fait à son tour faillite en 1817 puis de nouveau au Tamagawa-za lorsque le Miyako-za fait lui aussi faillite l'année suivante.
Uzaemon meurt à Edo en 1820 à l'âge de 29 ans.

## Source de la traduction
- (en) Cet article est partiellement ou en totalité issu de l’article de Wikipédia en anglais intitulé « Ichimura Uzaemon XI » (voir la liste des auteurs).